# Voerendaal
Voerendaal (limburguès Voelender) és un municipi de la província de Limburg, al sud-est dels Països Baixos. L'1 de gener del 2009 tenia 12.757 habitants repartits sobre una superfície de 31,55 km² (dels quals 0,01 km² corresponen a aigua). Limita amb Nuth i Heerlen, a l'oest amb Valkenburg aan de Geul i al sud amb Gulpen-Wittem i Simpelveld.

## Centres de població
| Neerlandès         | Limburguès        | Població |
| Voerendaal-Kunrade | Voelender-Kunder  | 6780     |
| Klimmen            | Klumme            | 1980     |
| Ubachsberg         | Gen Berg          | 1390     |
| Ransdaal           | Ranzel            | 910      |
| Termaar            | Termaar           | 840      |
| Weustenrade        | Geweustrao        | 250      |
| Barrier-Craubeek   | 't Breer-Krawbich | 230      |
| Retersbeek         | Gerieësjbrich     | 160      |
| Colmont            | Koalmet           | 100      |
| Fromberg           | Frómmerig         | 80       |
| Winthagen          | Windjhage         | 80       |
| (Font: CBS)        |                   |          |